# Vulcan, Mureș
Vulcan, mai demult Vâlcandorf, Vâlcândorf, Vălcăndorf, Vâlcindorf, Volcan (în dialectul săsesc Wulkenderf, Vulkendref, Vulkndref, în germană Wolkendorf, în maghiară Volkány) este un sat în comuna Apold din județul Mureș, Transilvania, România.
În localitate există o biserică edificată la începutul secolului al XIV-lea (1300) și fortificată la începutul secolului al XVI-lea (1500-1520).

## Monumente
- Biserica evanghelică din Vulcan, Mureș

## Legături externe

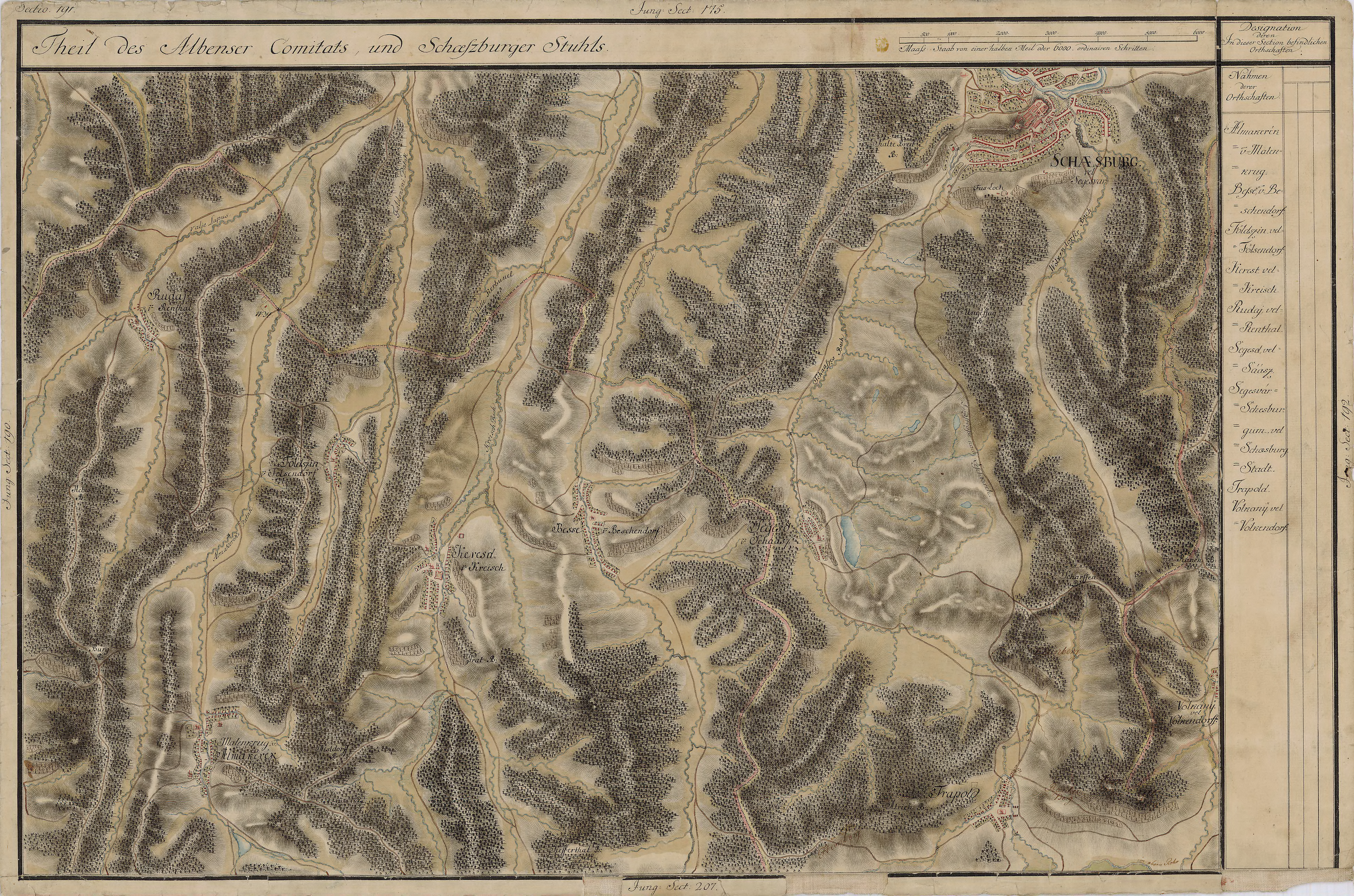
Vulcan pe Harta Iosefină a Transilvaniei, 1769-1773

## Imagini

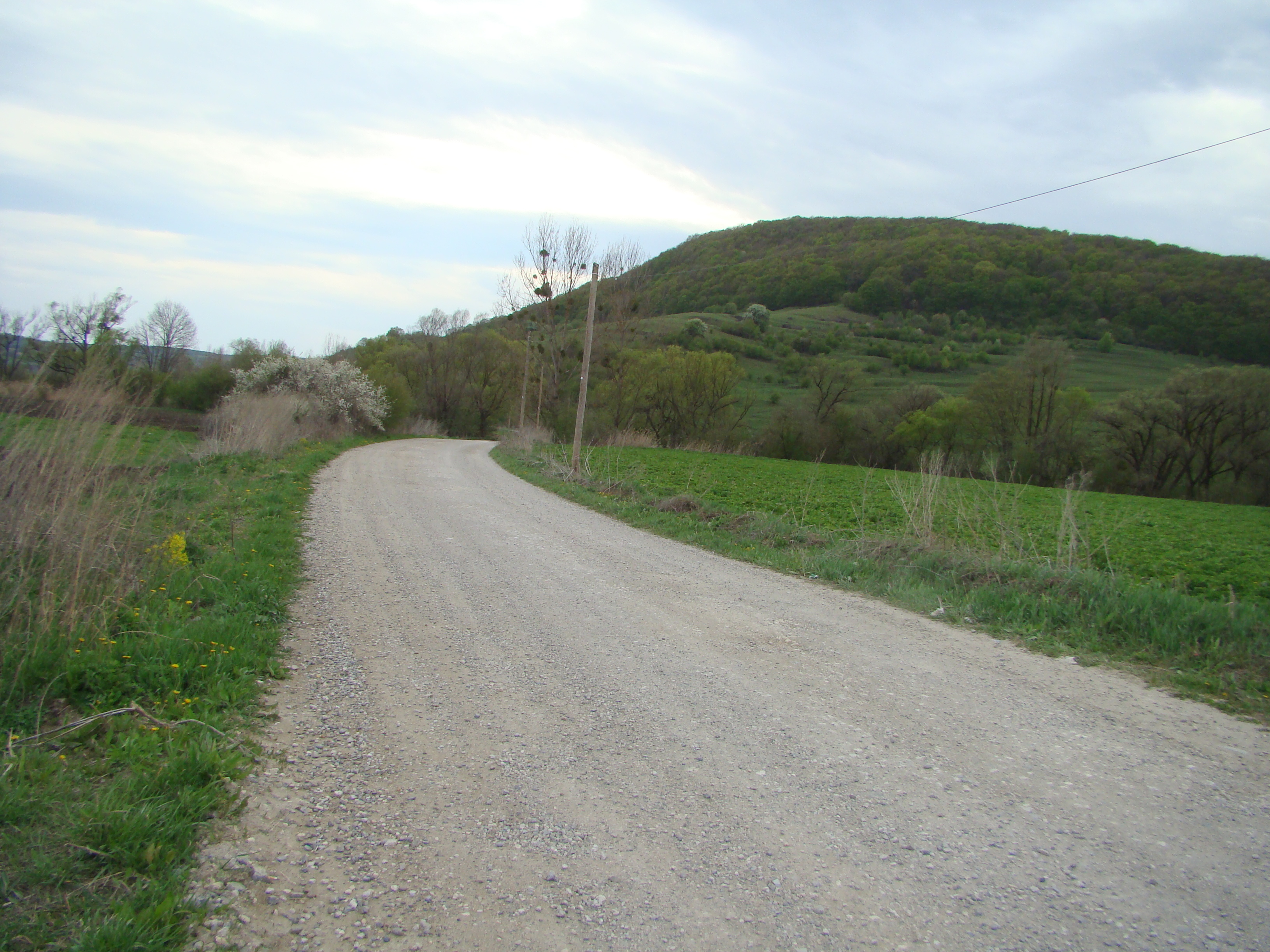
Drumul Șaeș-Vulcan
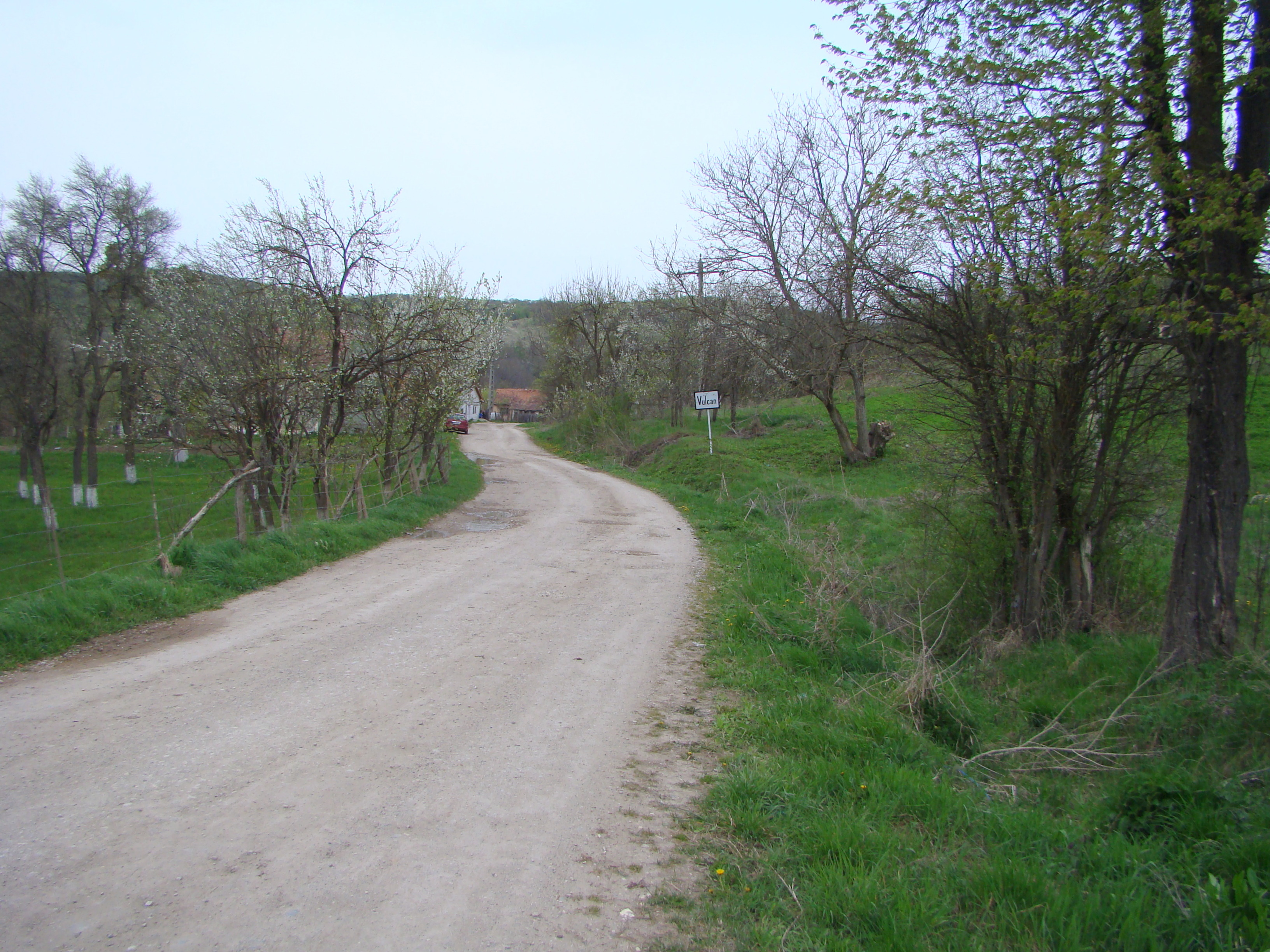
Intrarea în localitate
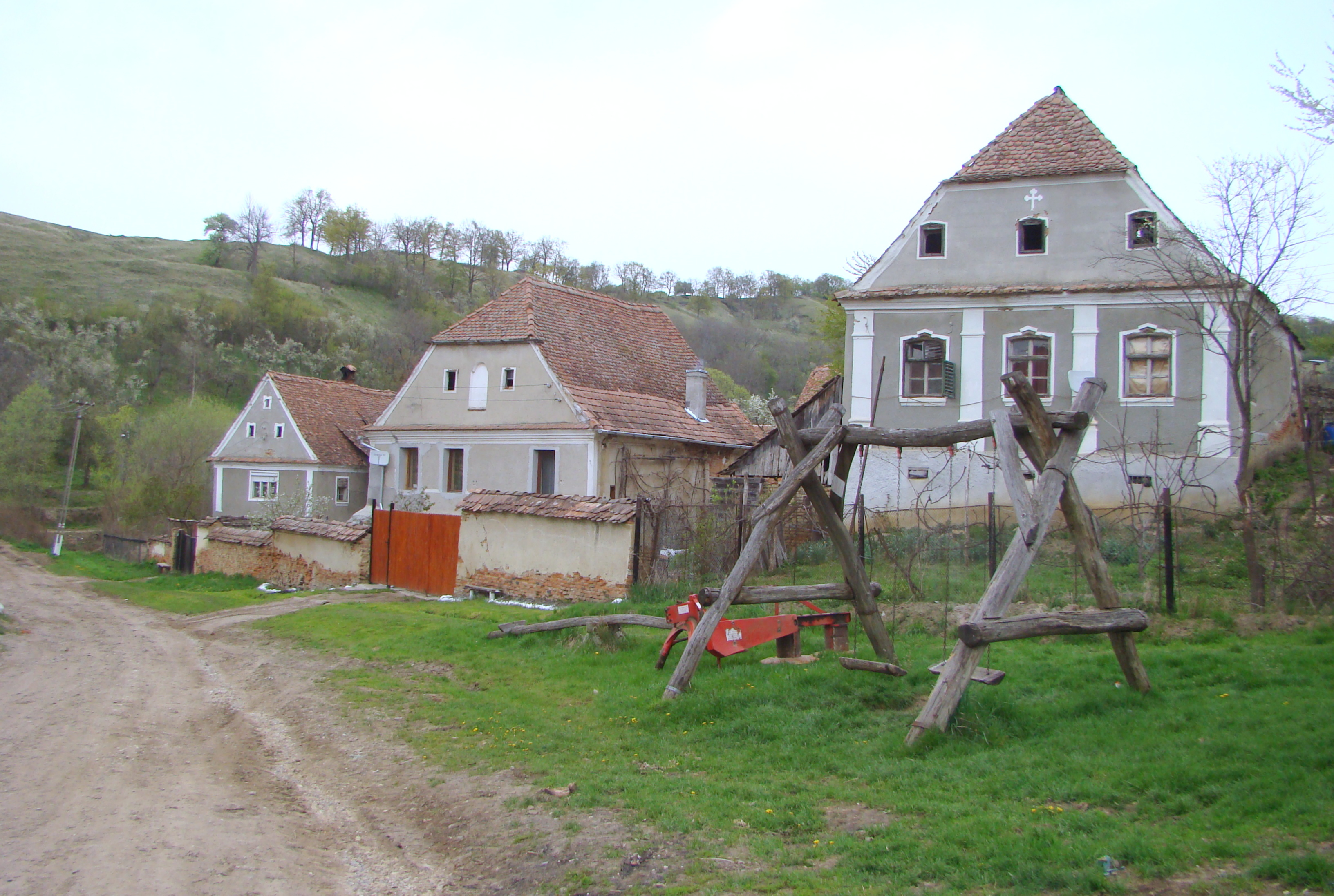
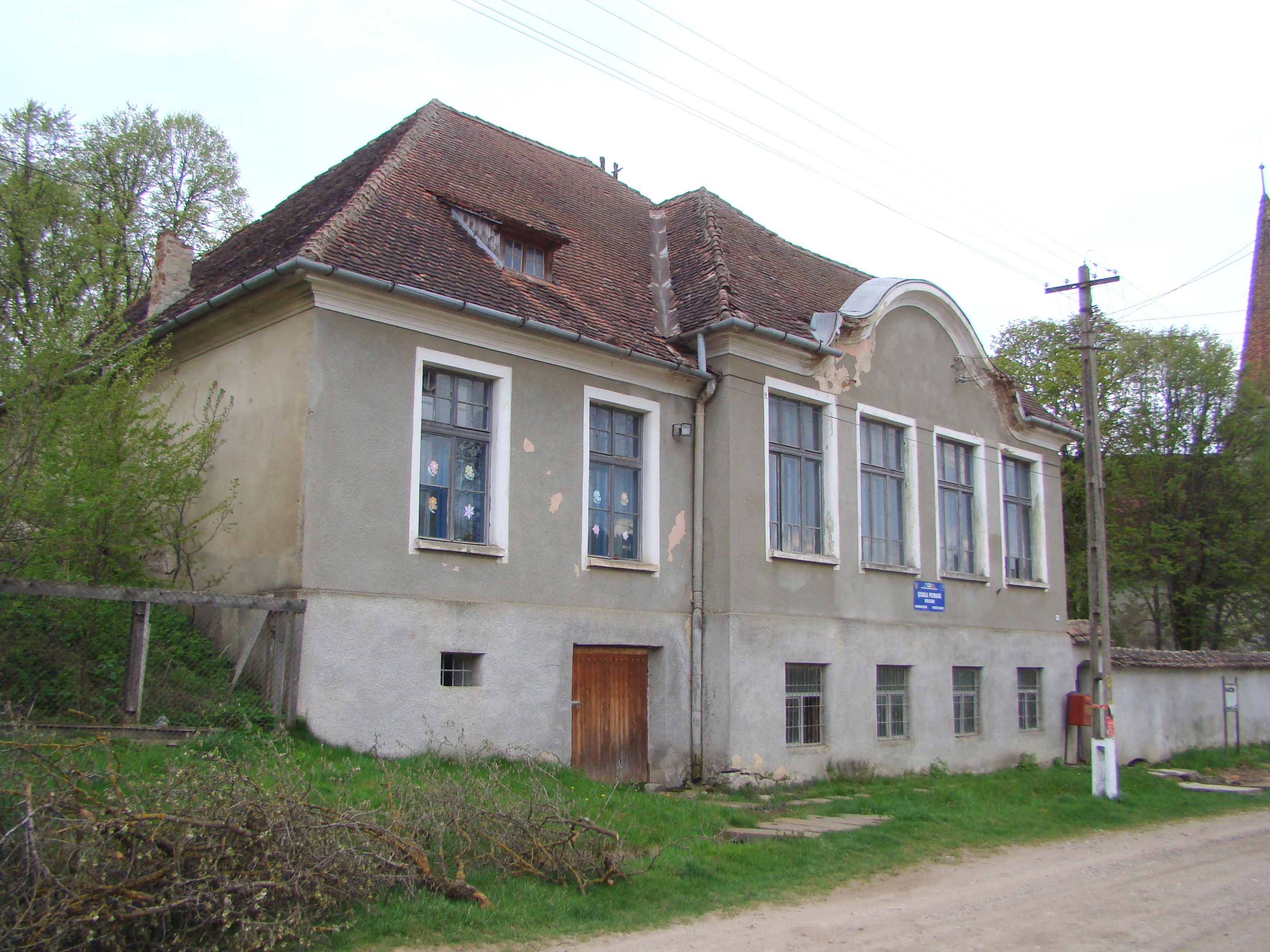
Școala
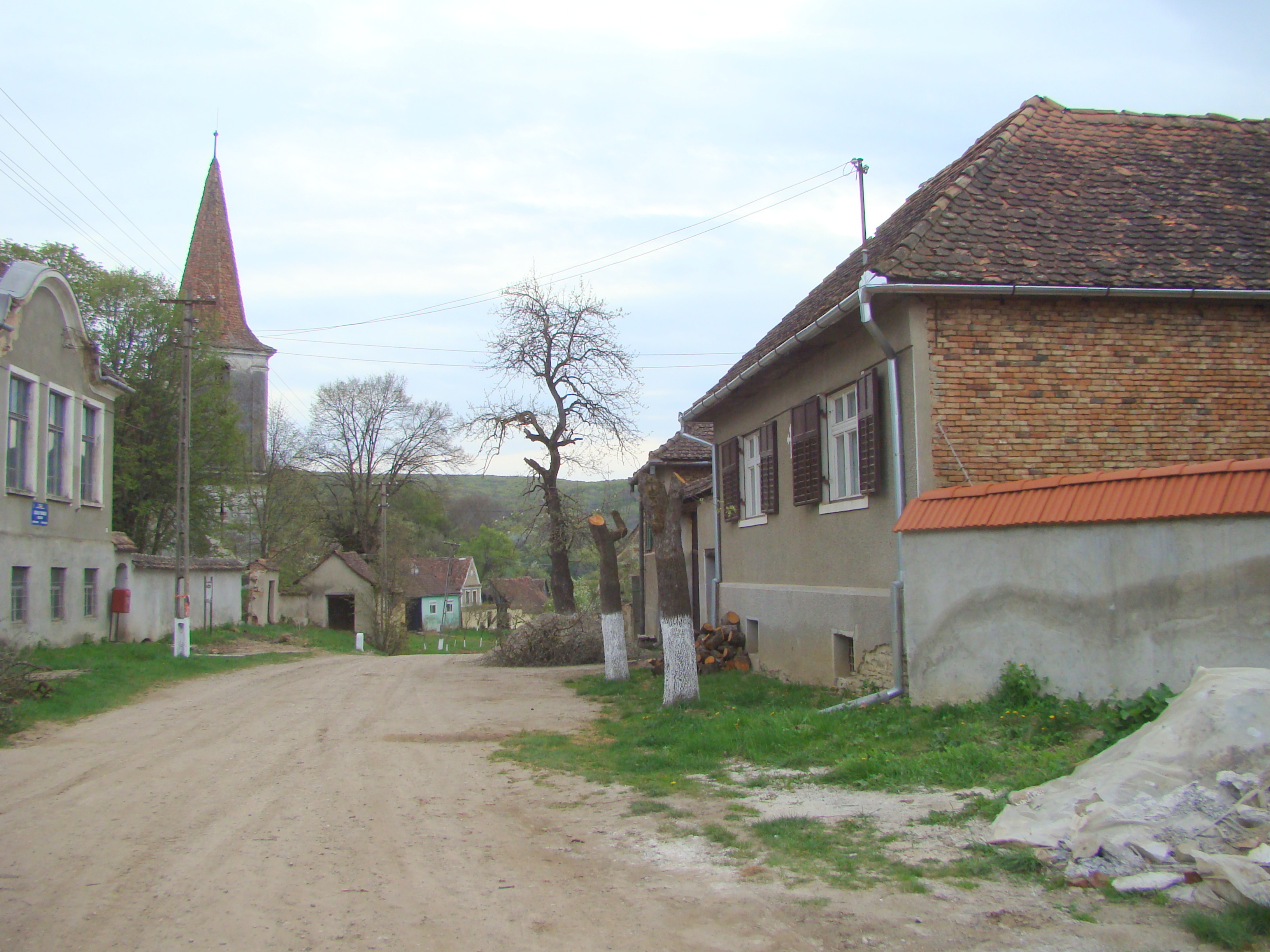
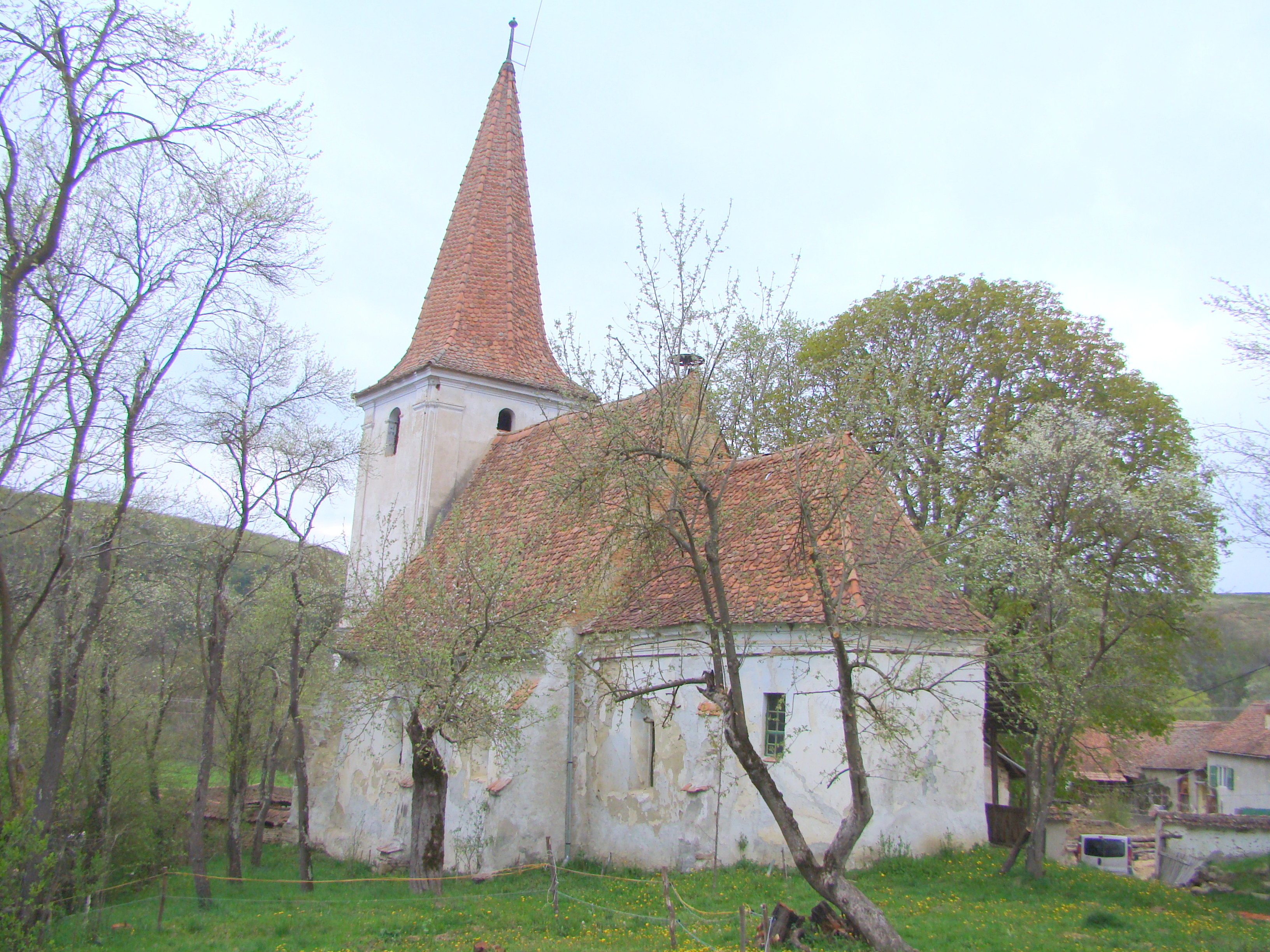
Biserica evanghelică (secolul XVI)
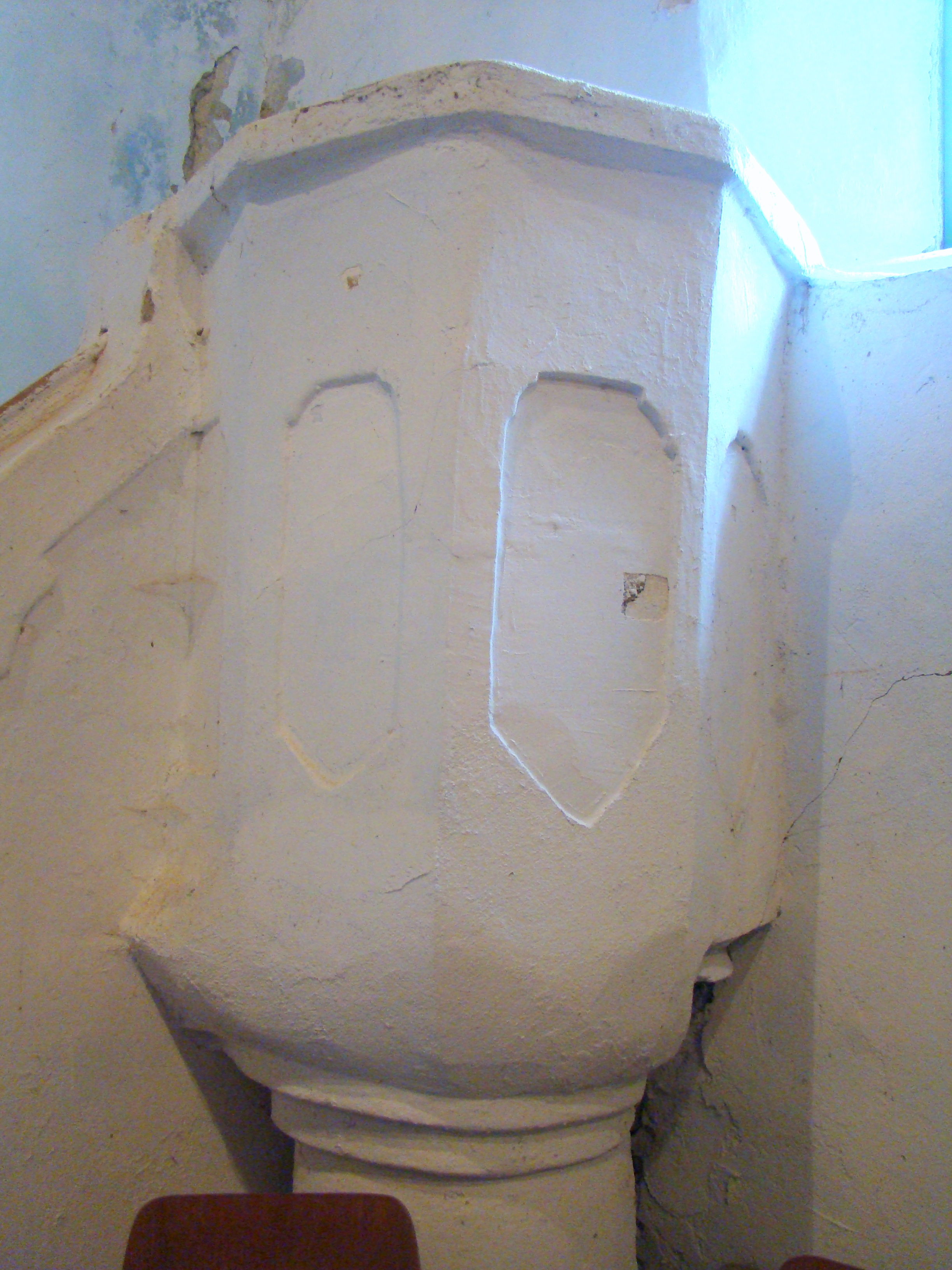
Biserica evanghelică (Amvonul)
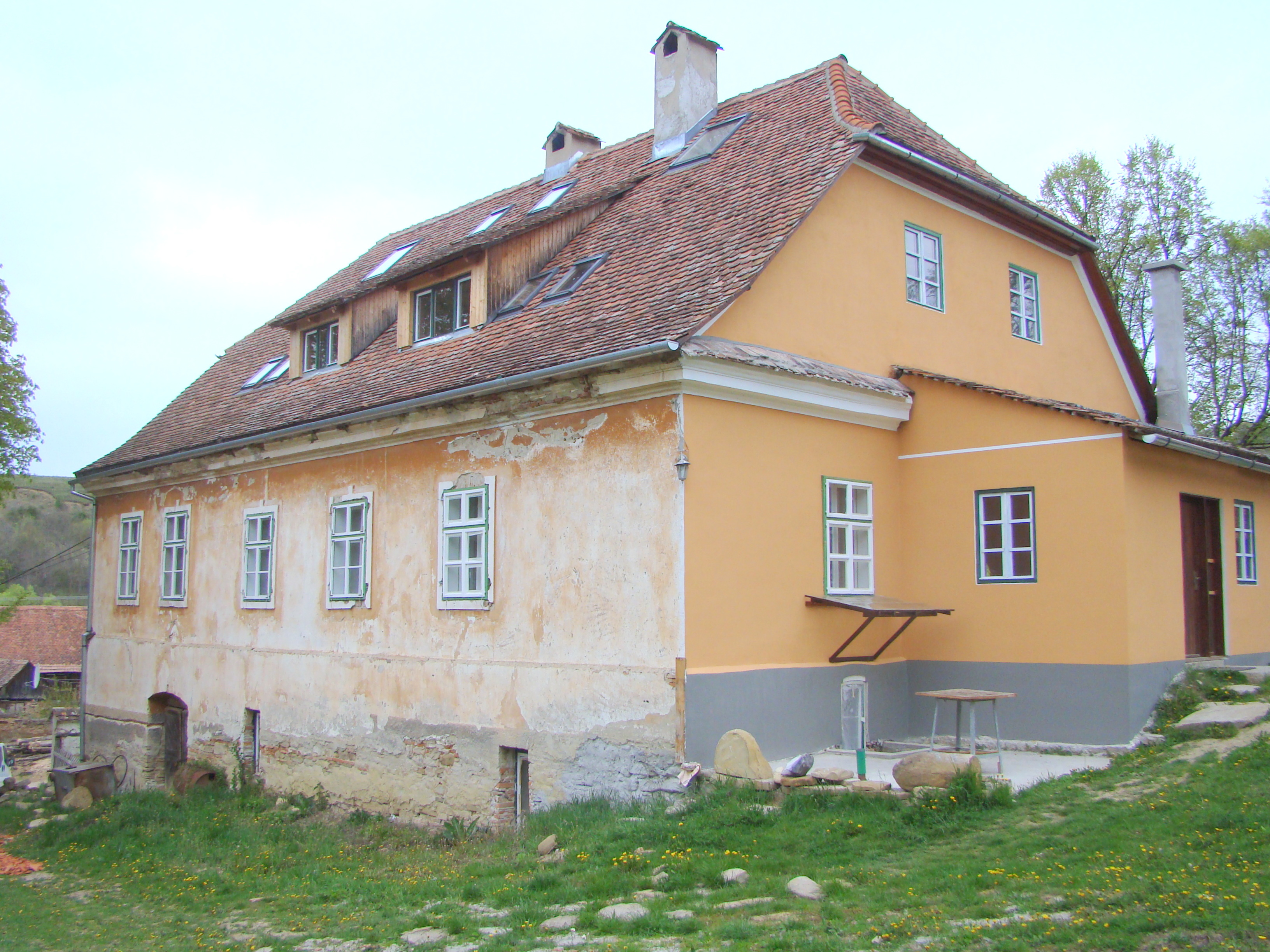
Casa parohială evanghelică